# Solidaris Antwerpen
Solidaris Antwerpen, tot 2022 De VoorZorg Antwerpen, is een Belgisch socialistisch ziekenfonds met hoofdzetel in Antwerpen. Het is aangesloten bij het Nationaal Verbond van Socialistische Mutualiteiten.
Het ziekenfonds ontstond op 1 januari 2004 door de fusie van de Socialistische Mutualiteit Antwerpen en Arbeid en Gezondheid, de federatie van de arrondissementen Mechelen en Turnhout. Het eerste ging terug op een mutualiteitsverbond van metaalbewerkers opgericht in 1928, het tweede op een onderlinge verzekering opgericht in 1921. Bij de fusie nam het de naam De VoorZorg aan.
Op 1 juli 2022 veranderde het ziekenfonds van naam. Daarmee deelt het zijn naam met Solidaris West-Vlaanderen, Solidaris Oost-Vlaanderen, Solidaris Limburg, Solidaris Brabant, Solidaris Wallonie en de landsbond Solidaris.